# Pemmican
Le pemmican, mot d'origine cri, est une recette de cuisine traditionnelle des peuples autochtones d'Amérique du Nord à base de graisse animale, de viande séchée et de baies sauvages. Il peut être consommé seul ou en accompagnement de féculents. De grande valeur nutritive, il est adapté à la vie nomade et permet de pallier les périodes de disette.

## Composition et conservation
Le pemmican est constitué de graisse animale, de moelle animale, de viande séchée et réduite en poudre, ainsi que de baies. En mélangeant ces ingrédients, on obtient une espèce de pain ou un pâté qui non seulement a la qualité de ne pas moisir et a même la réputation de pouvoir se conserver des dizaines d'années voire plus. 
Les ingrédients utilisés varient en fonction des disponibilités : bison, élan, wapiti ou autres cervidés pour la viande, bien qu'au vingt-et-unième siècle les recettes soient à base de bœuf ; baies d'amélanchier (saskatoon) le plus souvent, mais aussi cerises, groseilles, baies d'aronia et canneberges pour les baies.

## Fabrication
« Les femmes travaillent assidûment à la préparation du pemmican, qui se fait de la façon suivante : la viande, après avoir été séchée au soleil ou sur le feu, en tranches minces, est mise dans une peau de bison tannée ; puis on la frappe à coups de fléau jusqu'à ce qu'elle soit réduite en petits fragments et en poudre. Pendant ce temps, on fait fondre la graisse de l'animal. La viande écrasée est ensuite tassée dans des sacs de cuir de bison et, sur elle, on jette la graisse bouillante. Le tout est ensuite bien remué et mêlé de façon qu'en se refroidissant il en résulte une espèce de gâteau aussi solide qu'un tourteau de lin.
Il faut avouer qu'au premier abord ce pemmican nous parut des plus désagréables, le goût en ressemblait fort à celui d'un mélange de chapelure et de suif ; mais nous nous y sommes habitués peu à peu, au point de finir par en être très friands. On en fait aussi une espèce plus fine, en n'employant pas le suif, mais seulement la meilleure graisse et la moelle ; on y ajoute alors les baies de quelques arbustes et même du sucre. Ce pemmican à baies est fort estimé ; on se le procure difficilement et c'est réellement un mets excellent »

— Milton et Cheadle.

## Utilisations
Le pemmican est un plat typique des Amérindiens, surtout consommé en hiver. 
Pour des raisons de conservation, il fut beaucoup utilisé lors des expéditions polaires. De nombreux héros de Jules Verne emmènent du pemmican dans leur paquetage pour leurs lointains voyages.
Il peut être consommé tel quel, avec du pain, ou bien avec de l'eau chaude pour en faire une soupe, ou encore mélangé avec des pâtes ou des pommes de terre, en ragoût.

« Le pemmican est une invention d'une très grande valeur dans un pays où l'on n'a pas toujours à manger, et où les moyens de transport sont fort limités, car, dans un volume et un poids médiocres, il contient une grande quantité de nourriture. On ne peut pas s'imaginer combien il est suffisant. L'homme le plus affamé ne réussit à en dévorer qu'un faible morceau. Bien souvent, il nous est arrivé de nous asseoir à moitié morts de faim, et nous désespérant du petit plat de pemmican qui nous était servi ; mais nous nous relevions sans avoir pu en venir à bout. Les voyageurs de la Compagnie de la baie de Hudson, qui, probablement, sont sans rivaux pour leurs facultés de supporter la fatigue, n'ont guère d'autre nourriture que le pemmican. Nous lui reconnaissons pourtant un inconvénient : il est difficile à digérer, et ceux qui, sans y être habitués, ne mangent pas autre chose à leurs repas, sont sûrs de se donner un bon mal d'estomac. Il y a peu de métis qui échappent à une dyspepsie invétérée. »

— Milton et Cheadle.